# Power Dolls
Power Dolls (パワードール?) (Power Dolls: Detachment of Limited Line Service) es una serie de videojuegos de táctica, desarrollados por el equipo Usagi-san de Kogado Studio.

## Argumento
La trama del juego comienza en el año 2535, cuando el Planeta Omni, originalmente una colonia de la Tierra, lucha por su independencia después de una disputa de tierras catalíticas. La fuerza de élite de Omni exclusivamente femenino, ayuda a defender su planeta natal en contra del tirano de la Tierra, usando una variedad de armas basadas en mechas. Después de derrotar a las fuerzas de la Tierra en el primer juego, Omni continuaría experimentando rebeliones (apoyados por tropas de las fuerzas terrestres varados en Omni después de que el planeta alcanzó la independencia).

## Juegos
El juego original dio lugar a varias secuelas:
- Power Dolls FX
- Power Dolls 2
- Power Dolls 2 Dash
- Advanced Power Dolls 2
- Power R Dolls 3
- Power Dolls 4
- Power Dolls 5
- Power Dolls 5X
- Power Dolls 6

## OVA
Un anime de 2 episodios en formato OVA fue adaptado a partir de los juegos, producido en conjunto entre Artmic (primer episodio) OLM, Inc. (segundo episodio), Studio Kogado, Shueisha y VAP, bajo la dirección de Masayuki Hidaka. Los capítulos son autoconclusivos, presentando dos historias y tiempos diferentes del grupo. Para cada episodio el personal a cargo fue diferente, notándose un drástico cambio en el diseño de personajes de uno a otro.
En Japón fue lanzado en el año 1996, en América Latina se estrenó en el año 2000 por el canal Locomotion, con doblaje en español realizado en México; y en el año 2003 en América del Norte.